# مارك غاردنر
مارك غاردنر (بالإنجليزية: Mark Gardner)‏ هو مدرب كرة القاعدة ‏ أمريكي، ولد في 1 مارس 1962 في لوس أنجلوس في الولايات المتحدة.

## وصلات خارجية
- مارك غاردنر على موقعبيزبول رفرنس.كوم (الدوري الرئيسي) (الإنجليزية)
- مارك غاردنر على موقعبيزبول رفرنس.كوم (الدوري الثانوي) (الإنجليزية)
- مارك غاردنر على موقع إي إس بي إن.كوم (أم.أل.بي) (الإنجليزية)